# Francisco Villa Uno, Zacatecas
Francisco Villa Uno är en ort i Mexiko.   Den ligger i kommunen Mazapil och delstaten Zacatecas, i den centrala delen av landet, 700 km nordväst om huvudstaden Mexico City. Francisco Villa Uno ligger 1 441 meter över havet och antalet invånare är 110.
Terrängen runt Francisco Villa Uno är kuperad åt sydväst, men åt nordost är den platt.  Trakten runt Francisco Villa Uno är nära nog obefolkad, med mindre än två invånare per kvadratkilometer. Närmaste större samhälle är Veintiuno de Marzo, 13,5 km sydost om Francisco Villa Uno. Omgivningarna runt Francisco Villa Uno är i huvudsak ett öppet busklandskap.